# Велики Принос
Велики Принос (грч. Μεγάλος Πρίνος, Мегалос Принос) је насељено место на острву  Тасос у периферији Источна Македонија и Тракија, Грчка. Према попису из 2021. године било је 35 становника.
Велики Принос је на попису из 1913. године имало 1.030 становника. После Грчког грађанског рата становништво се масовно иселило у новоизграђено насеље Принос, тако је 1951. село било без становника, док је 1961. године имало 13 мештана.